# Вратца (седловина)
Вратца е планински проход (седловина) в Западна България, Община Кюстендил, област Кюстендил, между планините Осогово на юг и Лисец на север.
Проходът е с дължина 4,1 km и надморска височина на седловината – 1001 m. Свързва Каменишката котловина при село Гърляно на запад с най-западната част на Кюстендилската котловина при село Вратца на изток.
Проходът започва на 945 m н.в. в североизточната част на село Гърляно и след 1,9 km достига седловината на 1001 m н.в. След това се спуска на изток към Кюстендилската котловина и след 2,2 km слиза в котловината при село Вратца на 880 m н.в.
През прохода и седловината преминава участък от 4,1 km от Републикански път I-6 ГКПП Гюешево – Кюстендил – София – Карлово – Бургас от km 9,2 до km 13,3.

## Топографска карта
- Лист от карта K-34-69. Мащаб: 1 : 100 000.